# Otto Grieg Tidemand

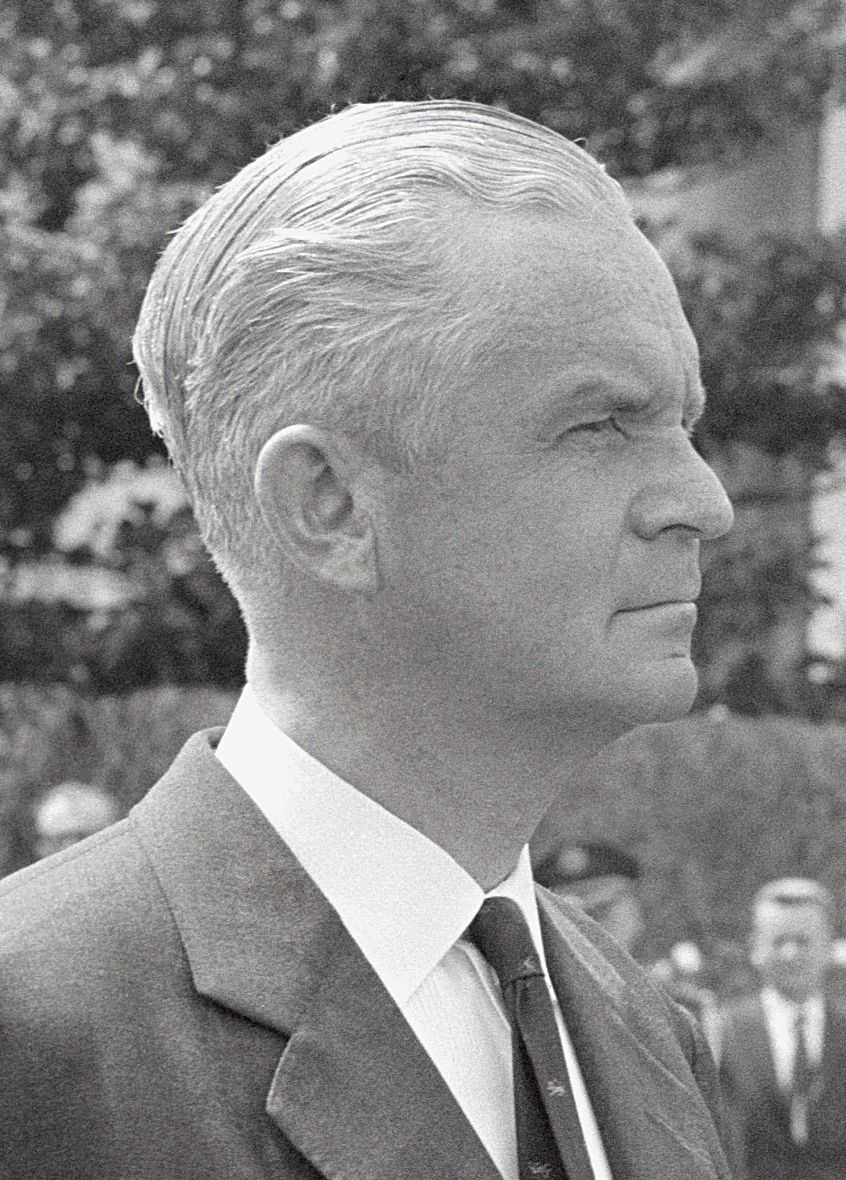
Otto Grieg Tidemand

Otto Grieg Tidemand (* 18. Juni 1921 in Christiania; † 10. Juni 2006 in Oslo) war ein norwegischer Wirtschaftsmanager, Unternehmer und Politiker der Høyre, der in der Regierung von Ministerpräsident Per Borten von 1965 bis 1970 zunächst Verteidigungsminister und danach zwischen 1970 und 1971 noch Minister für Handel und Schifffahrt war.

## Leben

### Zweiter Weltkrieg und Reedereibesitzer
Tidemand, Sohn des Großhändlers Sverre Tidemand und dessen Ehefrau Else Grieg, begann nach Schulbesuch 1940 ein Studium sowie einen Kurs am Handelsgymnasium Oslo, das er jedoch 1941 unterbrach, um bis 1942 eine Pilotenausbildung an einer Flugschule in Kanada zu absolvieren. Im Anschluss war er zwischen 1942 und 1946 Pilot bei den in die Royal Air Force (RAF) eingegliederten Luftstreitkräfte (Luftforsvaret) und wurde für seine Verdienste mehrfach ausgezeichnet. Er erhielt unter anderem die Haakon VIIs 70-årsmedalje (Medaille zum 70. Geburtstag von König Haakon VII., 1943), das Distinguished Flying Cross (1944), die Krigsmedaljen (Kriegsmedaille, 1944), die St. Olavsmedaljen med Ekegren (St. Olav-Medaille mit Eichenlaub, 1944) sowie die Deltagermedaljen (Kriegsteilnehmer-Medaille, 1945).
Nach Kriegsende war er zunächst Charterer sowie zwischen 1950 und 1960 Mitinhaber des familiären Schiffsmaklerunternehmens Joachim Grieg & Co., ehe er seit 1960 Eigentümer der Reederei Stove Shipping og Christen Smith Shipping & Co. war. Daneben war er zwischen 1962 und 1965 Mitglied des Aufsichtsrates der Norges Bank, der Zentralbank Norwegens, sowie Präsident des Norwegischen Golfverbandes.

### Minister in der Regierung Borten
Am 12. Oktober 1965 wurde Tidemand, der zwischen 1962 und 1965 auch Mitglied des Zentralvorstandes der konservativen Høyre sowie Vorsitzender von deren Finanzausschuss war, von Ministerpräsident Per Borten als Verteidigungsminister (Forsvarsminister) in dessen Regierung berufen. Im Rahmen einer Regierungsumbildung übernahm er am 5. Juni 1970 von seinem Parteifreund Kåre Willoch das Amt des Ministers für Handel und Schifffahrt (Handels- og Skipsfartsminister), während ihm Gunnar Hellesen als Verteidigungsminister nachfolgte. Das Amt des Ministers für Handel und Schifffahrt bekleidete er bis zum Ende von Bortens Amtszeit am 17. März 1971.
In seiner Funktion als Handelsminister war er von 1970 bis 1971 sowohl Mitglied des Rates der Internationalen Bank für Wiederaufbau und Entwicklung als auch der Asiatischen Entwicklungsbank. 1970 wurde Tidemand, der zwischen 1970 und 1974 auch Vorsitzender der Høyre von Oslo war, das Großkreuz 2. Klasse des Bundesverdienstkreuzes verliehen.

### Wirtschaftsmanager
Nach seinem Ausscheiden aus der Regierung übernahm Tidemand neben der Geschäftsführung seiner eigenen Reederei zahlreiche weitere Managerposten in der Wirtschaft. Er war unter anderem zwischen 1972 und 1976 Vorstandsvorsitzender des Mineralölunternehmens Saga Petroleum sowie von 1975 bis 1978 Vorstandsvorsitzender der Werft Fredrikstad Mekaniske Verksted A/S und zwischen 1978 und 1997 Vorstandsvorsitzender der norwegischen Tochtergesellschaft des schwedischen Industriekonzerns Atlas Copco.
Ferner war Tidemand, der 1977 auch Kommandeur des Sankt-Olav-Ordens wurde, zwischen 1979 und 1988 Vorstandsvorsitzender der Reederei A/S Kosmos.von 1980 bis 1981 Vorsitzender des Aufsichtsrates von Saga Petroleum und zwischen 1981 und 1996 auch Vorstandsvorsitzender des Mineralölunternehmens Norske Fina. Daneben fungierte er von 1982 bis 1987 als Vorstandsvorsitzender des Bergbauunternehmens SNSK (Store Norske Spitsbergen Kulkompani) sowie zwischen 1984 und 1986 Vorstandsvorsitzender der Forschungsgesellschaft Vesta Hygea.
Für seine Verdienste wurde Tidemand 1990 auch Kommandeur Erster Klasse des schwedischen Nordstern-Ordens sowie 1997 Kommandeur des Leopoldsorden von Belgien.

## Veröffentlichungen
- Aktuelle spørsmål om vår forsvarspolitikk og sikkerhetspolitikk, Oslo 1968
- Betraktninger om 1970-årenes forsvars- og sikkerhetspolitikk, Oslo 1970